# Parabathyscia paganoi
Parabathyscia paganoi es una especie de escarabajo del género Parabathyscia, familia Leiodidae. Fue descrita por Zoia en 1977.

## Distribución
Se encuentra en Italia.